# 하와이 포노이

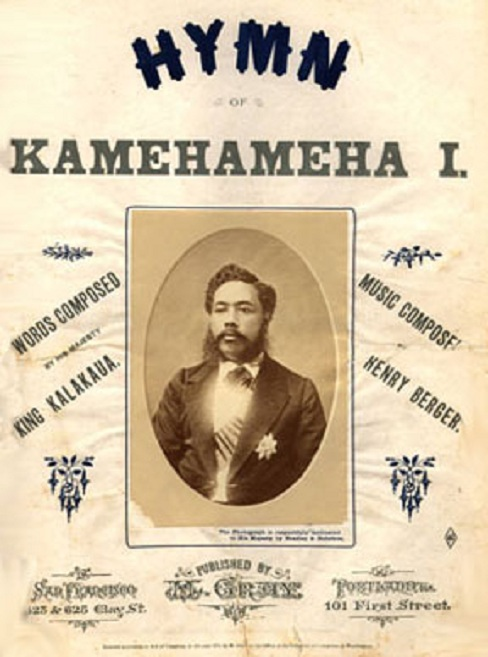

하와이 포노이(하와이어: Hawaiʻi Ponoʻī 하와이는 진실된 아들을 가지고 있습니다.)는 옛 하와이 왕국의 국가로, 칼라카우아 왕이 작사하였으며 육군대위 헨리 버거가 작곡했다. 1874년에 국가로 제정되었으며, 1898년에 미국에 의해 합병되었으나, 지금까지도 하와이주의 주가로 쓰인다.

## 가사
1절
Hawaiʻi ponoʻī
Nānā i kou mōʻī
Ka lani aliʻi
Ke aliʻi.
후렴 (Hui)
Makua lani ē,
Kamehameha ē,
Na kāua e pale
Me ka ihe.
2절
Hawaiʻi ponoʻī
Nānā i nā aliʻi
Nā pua muli kou
Nā pōkiʻi.
3절
Hawaiʻi ponoʻī
E ka lāhui ē
ʻO kāu hana nui
E ui ē.

## 영어 해석
Hawaiʻi's own true sons,
Be loyal to your king,
Your only ruling chief,
Your liege and lord.
Hawaiʻi's own true sons,
Honor give to your chiefs,
Of kindred race are we,
Younger descent.
Hawaiʻi's own true sons,
People of this our land,
Duty calls fealty,
Guide in the right.
Chorus:
Royal father,
Kamehameha,
We shall defend,
With the spear.

## 해석
1절

하와이는 진실된 아들을 가지고 있습니다.

그대의 왕에게 충성하소서.

그대의 조국은 임금과 하느님

지배자의 것입니다.

후렴 (Hui):
우리 위에 계시는 아버지,

카메하메하 1세를

전쟁 중에도 지켜 주십니다.

그의 창과 함께.

2절

하와이 자신의 진정한 아들들이여,

그대의 추장에게 명예를.

우리 친절한 민족은,

그대의 젊은 후손입니다.

후렴
3절

하와이 자신의 진정한 아들들,

이 땅의 사람들,

의무는 충성을 부르며

우릴 정의롭게 이끈다네.

후렴